# زاك نيلسون
زاك نيلسون (بالإنجليزية: Zach Nelson)‏ هو شخصية أعمال أمريكي، ولد في 1961 في أوماها في الولايات المتحدة.